# Liste der Mitglieder der National Academy of Sciences/1923
Im Jahr 1923 wählte die National Academy of Sciences der Vereinigten Staaten 15 Personen zu ihren Mitgliedern.

## Neugewählte Mitglieder
- Solon Bailey (1854–1931)
- James Breasted (1865–1935)
- Ernest William Brown (1866–1938)
- Carl H. Eigenmann (1863–1927)
- Yandell Henderson (1873–1944)
- Marshall Howe (1867–1936)
- Max Mason (1877–1961)
- Elmer Merrill (1876–1956)
- Eugene L. Opie (1873–1971)
- Leonhard Stejneger (1851–1943)
- George Swain (1857–1931)
- Richard C. Tolman (1881–1948)
- David L. Webster (1888–1976)
- Frederic E. Wright (1877–1953)
- Robert Yerkes (1876–1956)